# Martin David (Bischof)

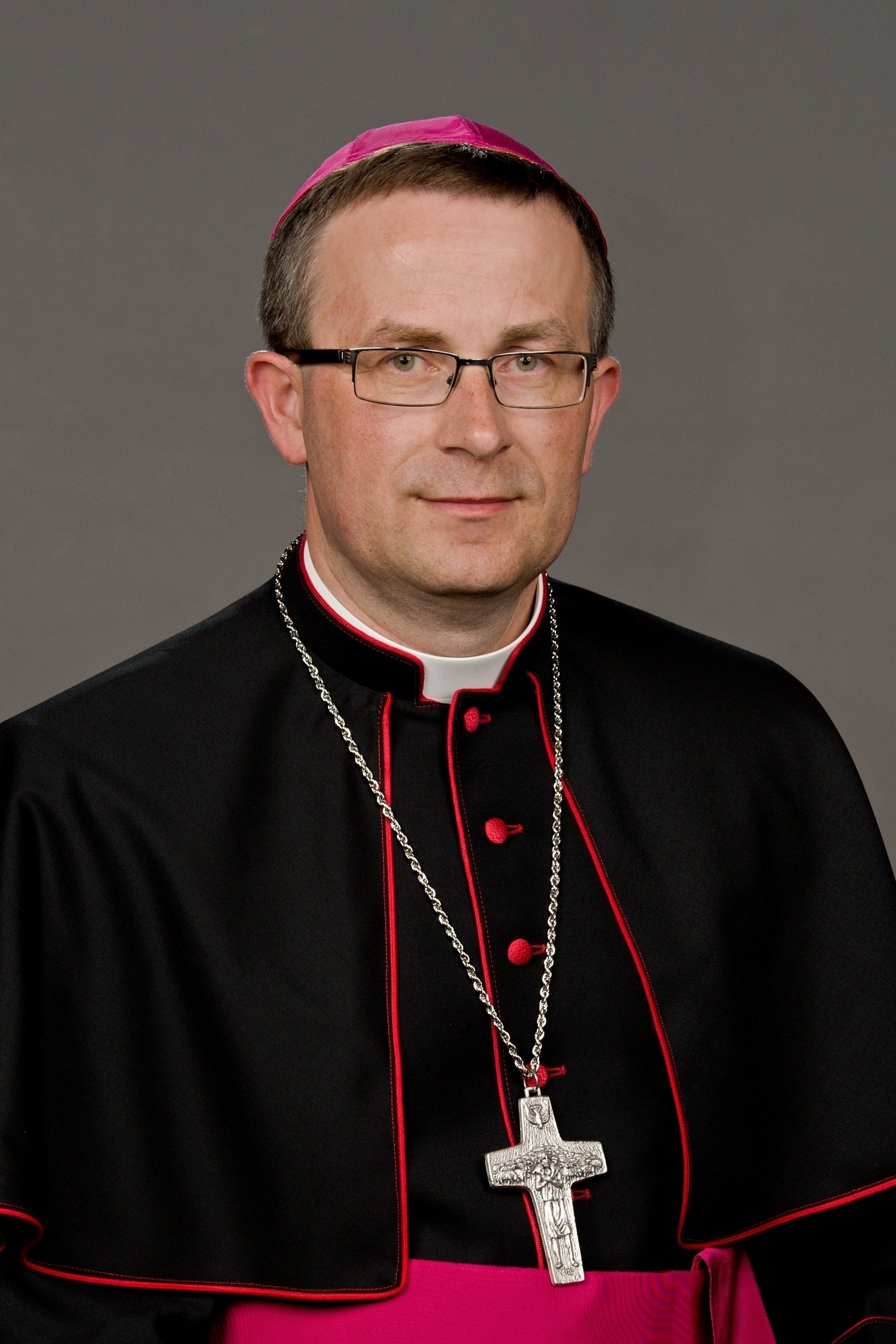
Martin David (2017)

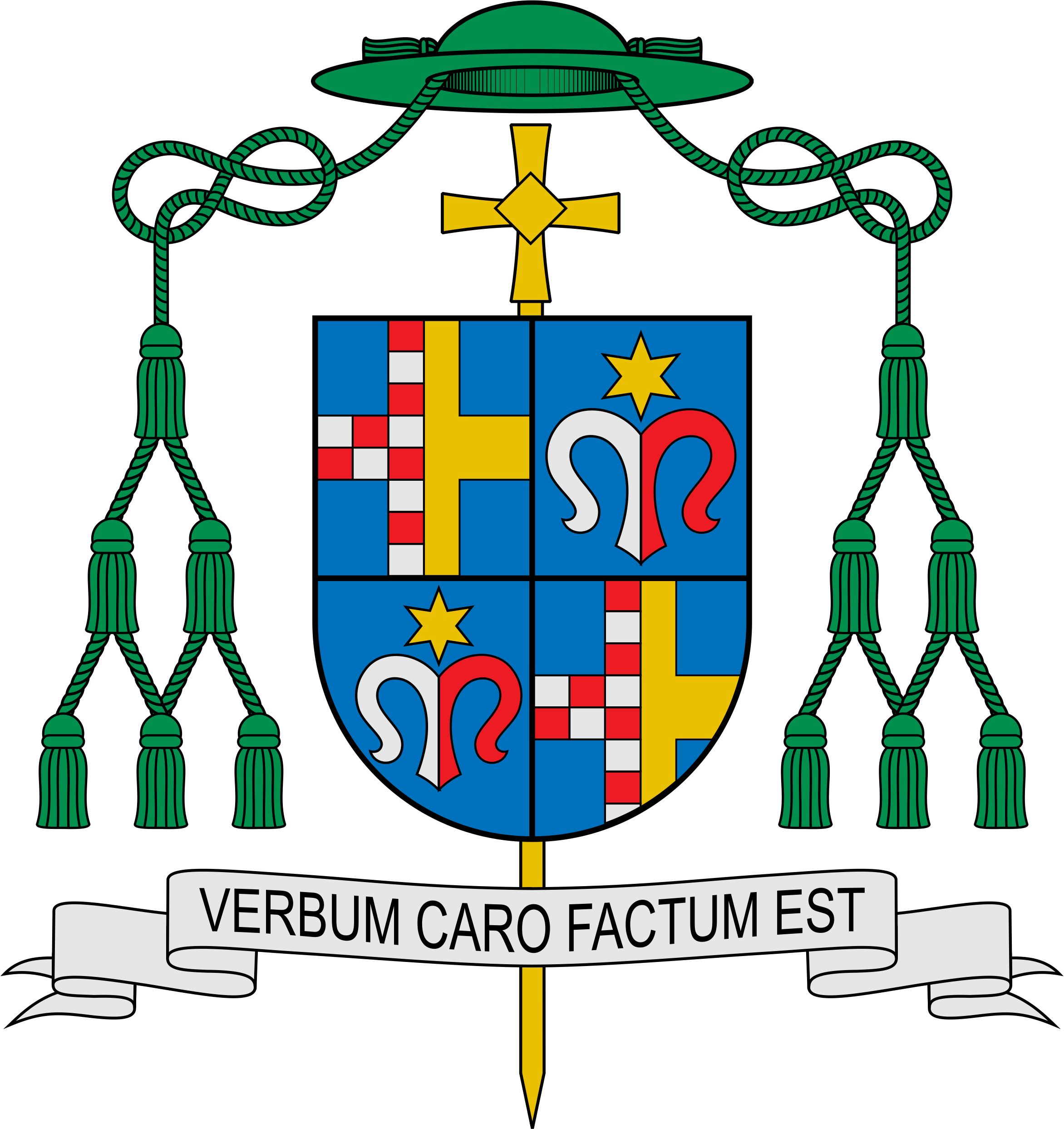
Wappen von Martin David als Diözesanbischof

Martin David (* 15. August 1970 in Čeladná, Okres Frýdek-Místek, Tschechoslowakei) ist ein tschechischer römisch-katholischer Geistlicher und Bischof von Ostrau-Troppau.

## Leben
Martin David studierte Maschinenbau an der Technischen Hochschule für Maschinenbau in Kopřivnice und war dort als Maschinen- und Anlagenmechaniker im staatlichen Unternehmen Tatra Trucks in Kopřivnice tätig. In den Jahren 1989 bis 1990 leistete er seinen Wehrdienst ab und arbeitete danach bis 1993 bei Tatra Kopřivnice.
Bereits 1991 hatte er ein Fernstudium der Katholischen Theologie an der Theologischen Fakultät der Palacký-Universität Olmütz begonnen, das er ab 1994 als Vollzeitstudium fortsetzte. Als Diakon wurde er als Studienpräfekt am Theologischen Vorbereitungsseminar in Litoměřice ernannt.
Am 24. Juni 2000 empfing er durch Bischof František Lobkowicz in der Kathedrale des Göttlichen Erlösers in Ostrava das Sakrament der Priesterweihe für das Bistum Ostrau-Troppau. Er war Pfarrvikar an der Co-Kathedrale Mariä Himmelfahrt in Opava. Im Jahr 2002 wurde er zum Verwalter der Pfarrei Stěbořice und der Pfarrei Hlavnice ernannt. Von 2000 bis 2007 war er außerdem Jugendseelsorger im Dekanat Opava.
Seit 2008 war Martin David Generalvikar des Bistums Ostrau-Troppau. Seit 2009 ist er Mitglied der Liturgiekommission der Diözese Ostrava-Opava und vertritt gleichzeitig die Diözese in der Liturgiekommission der Tschechischen Bischofskonferenz. Papst Benedikt XVI. verlieh Martin David am 12. Januar 2012 den Ehrentitel eines Kaplans Seiner Heiligkeit.
Papst Franziskus ernannte ihn am 7. April 2017 zum Titularbischof von Thucca in Numidia und zum Weihbischof in Ostrau-Troppau. Der Bischof von Ostrau-Troppau, František Václav Lobkowicz, spendete ihm am 28. Mai desselben Jahres die Bischofsweihe. Mitkonsekratoren waren der Erzbischof von Olmütz, Jan Graubner, und der Brünner Bischof Vojtěch Cikrle. Er ist Mitglied des Ständigen Rates der Tschechischen Bischofskonferenz sowie Vorsitzender der Kommission für Liturgie.
Am 1. Juni 2020 wurde Martin David zudem zum Apostolischen Administrator sede plena et ad nutum Sanctae Sedis des Bistums Ostrau-Troppau bestellt.
Am 4. Juli 2023 ernannte ihn Papst Franziskus zum Bischof von Ostrau-Troppau. Die Amtseinführung fand am 31. August desselben Jahres statt.